# Lista de episódios de Ben 10: Alien Force
Ben 10: Alien Force é uma série de televisão animada norte-americana. A série foi criada para o canal Cartoon Network pelo equipe da Man of Action, um grupo composto por Duncan Rouleau, Joe Casey, Joe Kelly, e Steven T. Seagle), e produzida pelo Cartoon Network Studios. Os eventos nela retratados transcorrem no universo da franquia Ben 10, cinco anos após a série original. A série estreou nos Estados Unidos em 18 de abril de 2008 e teve seus últimos dois episódios transmitidos em 26 de março de 2010. No Brasil, a série estreou em 19 de junho de 2009. Ben 10: Alien Force teve uma sequência direta com o lançamento da terceira série da franquia em 2010: Ben 10: Ultimate Alien.

## Resumo da série
| Temporada | Temporada | Episódios | Episódios | Originalmente exibido  | Originalmente exibido |
| Temporada | Temporada | Episódios | Episódios | Estreia da temporada   | Final da temporada    |
| --------- | --------- | --------- | --------- | ---------------------- | --------------------- |
|           | 1         | 13        | 13        | 18 de abril de 2008    | 31 de agosto de 2008  |
|           | 2         | 13        | 13        | 10 de outubro de 2008  | 27 de março de 2009   |
|           | 3         | 20        | 20        | 11 de setembro de 2009 | 26 de março de 2010   |

## Episódios

### 1ª temporada (2008)
| N.º na série | N.º na temp. | Título original Título no Brasil                                  | Dirigido por | Escrito por     | Exibição original    |
| ------------ | ------------ | ----------------------------------------------------------------- | ------------ | --------------- | -------------------- |
| 1            | 1            | "Ben 10 Returns, Part 1" "O Retorno de Ben 10, Parte 1"           | Dan Riba     | Dwayne McDuffie | 18 de abril de 2008  |
| 2            | 2            | "Ben 10 Returns, Part 2" "O Retorno de Ben 10, Parte 2"           | Butch Lukic  | Dwayne McDuffie | 18 de abril de 2008  |
| 3            | 3            | "Everybody Talks About the Weather" "Tempo Fechado"               | Dan Riba     | Dwayne McDuffie | 26 de abril de 2008  |
| 4            | 4            | "Kevin's Big Score" "Uma Artimanha do Kevin"                      | Butch Lukic  | Matt Wayne      | 3 de maio de 2008    |
| 5            | 5            | "All That Glitters" "Nem Tudo Que Reluz..."                       | Dan Riba     | Bob Goodman     | 10 de maio de 2008   |
| 6            | 6            | "Max Out" "Max, Desligo"                                          | Butch Lukic  | Jim Krieg       | 17 de maio de 2008   |
| 7            | 7            | "Pier Pressure" "Confusão no Cais"                                | Dan Riba     | Len Uhley       | 31 de maio de 2008   |
| 8            | 8            | "What Are Little Girls Made Of" "Do Que São Feitas as Garotinhas" | Butch Lukic  | Matt Wayne      | 7 de junho de 2008   |
| 9            | 9            | "The Gauntlet" "A Manopla"                                        | Dan Riba     | Rob Hoegee      | 14 de junho de 2008  |
| 10           | 10           | "Paradox" "Paradoxo"                                              | Butch Lukic  | Jim Krieg       | 5 de julho de 2008   |
| 11           | 11           | "Be-Knighted" "Ben Cavaleiro"                                     | Dan Riba     | Stan Berkowitz  | 12 de julho de 2008  |
| 12           | 12           | "Plumbers' Helpers" "Ajudantes dos Encanadores"                   | Dan Riba     | Len Uhley       | 19 de julho de 2008  |
| 13           | 13           | "X = Ben + 2" "X = Ben + 2"                                       | Butch Lukic  | Matt Wayne      | 31 de agosto de 2008 |

### 2ª temporada (2008-09)
| N.º na série | N.º na temp. | Título original Título no Brasil                          | Dirigido por | Escrito por         | Exibição original      |
| ------------ | ------------ | --------------------------------------------------------- | ------------ | ------------------- | ---------------------- |
| 14           | 1            | "Darkstar Rising" "Nasce o Estrela Sombria"               | Dan Riba     | Dwayne McDuffie     | 10 de outubro de 2008  |
| 15           | 2            | "Alone Together" "Companhia Solitária"                    | Butch Lukic  | Charlotte Fullerton | 17 de outubro de 2008  |
| 16           | 3            | "Good Copy, Bad Copy" "Imitação Barata"                   | Butch Lukic  | Stan Berkowitz      | 24 de outubro de 2008  |
| 17           | 4            | "Save the Last Dance" "Reserve a Última Dança"            | Dan Riba     | Amy Wolfram         | 7 de novembro de 2008  |
| 18           | 5            | "Undercover" "Camuflagem"                                 | Butch Lukic  | Adam Beechen        | 14 de novembro de 2008 |
| 19           | 6            | "Pet Project" "Projeto Mascote"                           | John Fang    | Len Uhley           | 21 de novembro de 2008 |
| 20           | 7            | "Grounded" "De Castigo"                                   | Dan Riba     | Jim Krieg           | 23 de novembro de 2008 |
| 21           | 8            | "Voided" "Anulado"                                        | Butch Lukic  | Jim Krieg           | 5 de dezembro de 2008  |
| 22           | 9            | "Inside Man" "Infiltrado"                                 | John Fang    | Matt Wayne          | 12 de dezembro de 2008 |
| 23           | 10           | "Birds of a Feather" "Diga-me Com Quem Andas..."          | Dan Riba     | Stan Berkowitz      | 24 de março de 2009    |
| 24           | 11           | "Unearthed" "Desenterrada"                                | Butch Lukic  | Charlotte Fullerton | 25 de março de 2009    |
| 25           | 12           | "War of the Worlds, Part 1" "Guerra dos Mundos, 1ª Parte" | Dan Riba     | Dwayne McDuffie     | 27 de março de 2009    |
| 26           | 13           | "War of the Worlds, Part 2" "Guerra dos Mundos, 2ª Parte" | Butch Lukic  | Dwayne McDuffie     | 27 de março de 2009    |

### 3ª temporada (2009-10)
| N.º na série | N.º na temp. | Título original Título no Brasil                              | Dirigido por             | Escrito por         | Exibição original      |
| ------------ | ------------ | ------------------------------------------------------------- | ------------------------ | ------------------- | ---------------------- |
| 27           | 1            | "Vengeance of Vilgax, Part 1" "A Vingança de Vilgax, Parte 1" | Dan Riba                 | Dwayne McDuffie     | 11 de setembro de 2009 |
| 28           | 2            | "Vengeance of Vilgax, Part 2" "A Vingança de Vilgax, Parte 2" | Butch Lukic              | Dwayne McDuffie     | 11 de setembro de 2009 |
| 29           | 3            | "Inferno" "Inferno"                                           | John Fang                | Len Uhley           | 18 de setembro de 2009 |
| 30           | 4            | "Fools Gold" "Ouro dos Tolos"                                 | Dan Riba                 | Eugene Son          | 25 de setembro de 2009 |
| 31           | 5            | "Simple" "Simples"                                            | Butch Lukic              | Stan Berkowitz      | 9 de outubro de 2009   |
| 32           | 6            | "Don't Fear the Repo" "Devolução"                             | John Fang                | Charlotte Fullerton | 16 de outubro de 2009  |
| 33           | 7            | "Single Handed" "Com Uma Mão Só"                              | Dan Riba                 | Marty Isenberg      | 23 de outubro de 2009  |
| 34           | 8            | "If All Else Fails" "Último Recurso"                          | Butch Lukic              | Adam Beechen        | 6 de novembro de 2009  |
| 35           | 9            | "In Charm's Way" "Os Encantos de Encantriz"                   | John Fang & Rick Morales | Peter David         | 13 de novembro de 2009 |
| 36           | 10           | "Ghost Town" "Cidade Fantasma"                                | Dan Riba                 | Nicole Dubuc        | 20 de novembro de 2009 |
| 37           | 11           | "Trade Off!" "A Troca"                                        | Butch Lukic              | Len Wein            | 4 de dezembro de 2009  |
| 38           | 12           | "Busy Box" "Cubo Problema"                                    | Rick Morales             | Jake Black          | 11 de dezembro de 2009 |
| 39           | 13           | "Con of Rath" "Questão de Ira"                                | Dan Riba                 | Len Uhley           | 8 de janeiro de 2010   |
| 40           | 14           | "Primus" "Primus"                                             | Butch Lukic              | Charlotte Fullerton | 15 de janeiro de 2010  |
| 41           | 15           | "Time Heals" "O Tempo Cura"                                   | Rick Morales             | Len Uhley           | 22 de janeiro de 2010  |
| 42           | 16           | "The Secret of Chromostone" "O Segredo do Cromático"          | Dan Riba                 | Rich Fogel          | 29 de janeiro de 2010  |
| 43           | 17           | "Above and Beyond" "Acima e Além"                             | Butch Lukic              | Eugene Son          | 12 de março de 2010    |
| 44           | 18           | "Vendetta" "Vingança"                                         | Rick Morales             | Len Wein            | 19 de março de 2010    |
| 45           | 19           | "The Final Battle, Part 1" "A Batalha Final, Parte 1"         | Dan Riba                 | Dwayne McDuffie     | 26 de março de 2010    |
| 46           | 20           | "The Final Battle, Part 2" "A Batalha Final, Parte 2"         | Butch Lukic              | Dwayne McDuffie     | 26 de março de 2010    |

## Lançamentos em DVD

### Região 1
| Título do DVD                | Temporada | Proporção de tela | Número de episódios | Duração     | Lançamento             |
| ---------------------------- | --------- | ----------------- | ------------------- | ----------- | ---------------------- |
| Ben 10: Alien Force Volume 1 | Primeira  | 4:3               | 5                   | 110 minutos | 21 de outubro de 2008  |
| Ben 10: Alien Force Volume 2 | Primeira  | 4:3               | 4                   | 88 minutos  | 13 de janeiro de 2009  |
| Ben 10: Alien Force Volume 3 | Primeira  | 4:3               | 4                   | 88 minutos  | 7 de abril de 2009     |
| Ben 10: Alien Force Volume 4 | Segunda   | 16:9              | 5                   | 113 minutos | 1 de setembro de 2009  |
| Ben 10: Alien Force Volume 5 | Segunda   | 16:9              | 4                   | 90 minutos  | 17 de novembro de 2009 |
| Ben 10: Alien Force Volume 6 | Segunda   | 16:9              | 4                   | 90 minutos  | 30 de março de 2010    |
| Ben 10: Alien Force Volume 7 | Terceira  | 16:9              | 7                   | 159 minutos | 29 de junho de 2010    |
| Ben 10: Alien Force Volume 8 | Terceira  | 16:9              | 6                   | 136 minutos | 24 de agosto de 2010   |
| Ben 10: Alien Force Volume 9 | Terceira  | 16:9              | 7                   | 180 minutos | 5 de outubro de 2010   |